# Marco Grassi
Marco Grassi (* 8. August 1968 in Chiasso) ist ein ehemaliger Schweizer Fussballspieler.

## Karriere

### Vereine
Grassi spielte ausschliesslich in der Schweiz und in Frankreich, für den FC Zug, den FC Zürich, den FC Chiasso, den Servette FC, für Stade Rennes, die AS Monaco, den FC Sion, die AS Cannes, Olympique Lyon und den OGC Nice.
Mit Monaco gewann der Stürmer die französische Meisterschaft 1996/97, wobei er 12 Mal für die Mannschaft auflief.
Seine besten drei Jahre im Ausland hatte er 1994–1996 bei Stade Rennes, wo er 26 Tore in 55 Spielen erzielte. In seinem ersten Jahr war der Verein gerade in die Ligue 1 (damals Division 1) zurückgekehrt, und 1996 qualifizierte er sich für den UEFA Intertoto Cup.
Grassi beendete seine Karriere 2000 beim OGC Nice mit nahezu 32 Jahren.

### Nationalmannschaft
Grassi war zwischen 1993 und 1998 auch Schweizer Nationalspieler. Sein Debüt gab er am 26. Januar 1993 beim 3:2-Finalsieg des Carlsberg-Cups in Hongkong. Sein erstes Pflichtspiel absolvierte er am 17. April 1993 beim 2:0-Auswärtssieg gegen Malta, nachdem er zuvor bereits einige Male ohne Einsatz auf der Ersatzbank gesessen hatte. Er war im Kader für die Fussball-Weltmeisterschaft 1994 in den USA (1 Spiel) und für die Fussball-Europameisterschaft 1996 in England (2 Spiele). Er schoss in seiner Karriere als Nationalspieler drei Tore in 31 Partien.

### Erfolge
Servette FC
- Schweizer Meister 1993/94

AS Monaco
- Französischer Meister 1996/97

## Sonstiges
Von 2006 bis 2008 war Grassi Präsident seines Jugendvereins FC Chiasso. Danach war er im Immobiliengeschäft tätig.
Grassi war lizenzierter Spielervermittler der FIFA. Er ist dreifacher Familienvater.